# 서클 저크

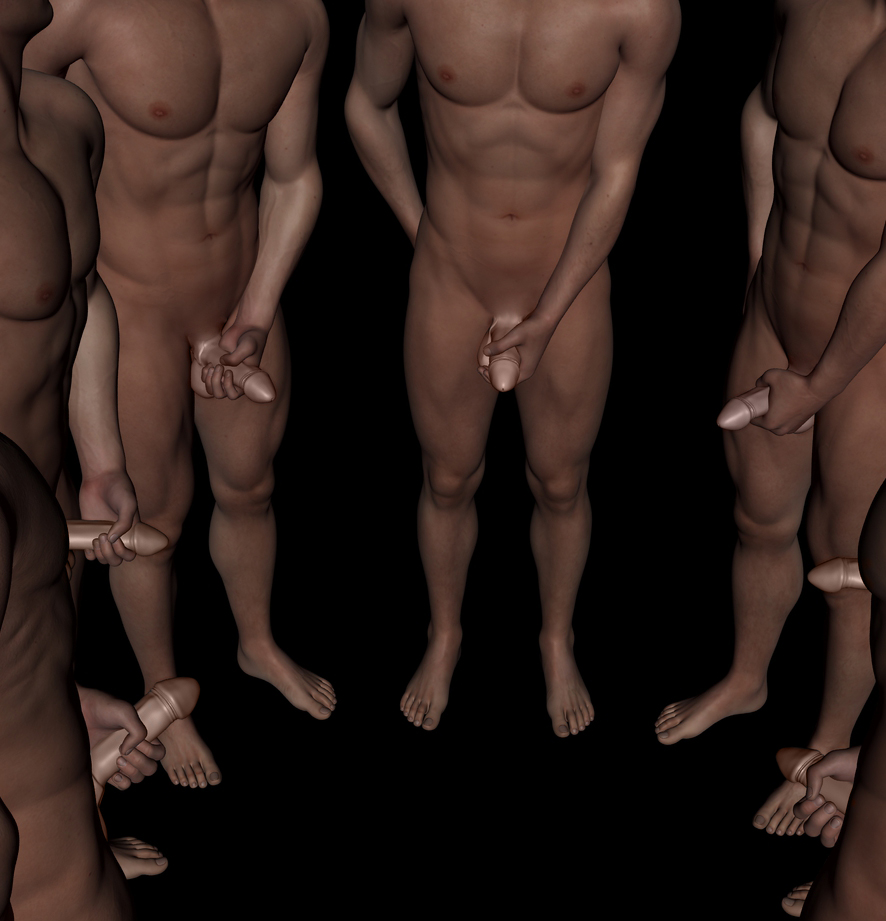
3D로 만든 서클 저크

서클 저크(영어: circle jerk)는 인간의 성행위 중 하나이다. 남자들이 모여 개인이나 서로의 손으로 자위행위를 하는 것이다. 서클 저크는 종종 경쟁을 하기도 하며, "승자"는 사전 설정된 규칙에 따라 처음, 마지막, 가장 멀리 사정한 사람에 해당한다. 서클 저크는 동성애적 요소를 특징으로 하지만, 일부 분석가들은 사춘기 소년의 그룹 활동에 있어서 그룹 내에서 이성애, 남성적 지배력을 확립하려는 노력으로 해석하기도 한다.

## 같이 보기
- 붓카케